# Insensibilidade ao escopo
Insensibilidade ao escopo ou negligência de escopo é um viés cognitivo que descreve a tendência das pessoas serem insensíveis a quantidades em processos de julgamento de valor. Por exemplo, em um estudo foi perguntado a 3 grupos diferentes de pessoas escolhidas ao acaso, que valores elas estariam dispostas a pagarem para salvarem um número específico de pássaros mortos anualmente em lagos poluídos. A cada um dos grupos o valor referente a quantidade de pássaros vitimadOs anualmente informado foi diferente, sendo de 2 mil a um grupo, 20 mil ao segundo e de 200 mil ao terceiro, e no entanto, o valor médio em dólares dado por cada grupo para salvar os pássaros não variou significativamente, estando todos eles em torno de 80 dólares. Em um outro estudo, o valor atribuído pelas pessoas na tentativa de salvar crianças da fome não aumentou quando o número de crianças informado na história subia de uma para duas crianças ou então para 10.